# Нобель Ойл
Нобель Ойл — группа компаний с различными видами деятельности, приоритетной из которых является добыча нефти.
Главный офис находится в Москве.

## История
Коллектив ГК «Нобель Ойл» сложился во время работы в совместном предприятии «Нобель Ойл», созданном в 1991 году. Учредителем выступили российское ОАО «Коминефть» и швейцарская компания TBKOM AG. Тогда добыча нефти осуществлялась на месторождениях Усинского района Тимано-Печорской нефтегазоносной области на территории Республики Коми.
После того как ОАО «Коминефть» и Совместное предприятие «Нобель Ойл» перешло в собственность другой компании, менеджментом СП «Нобель Ойл» были созданы компании ЗАО «НефтУс» (1998 г.) и ЗАО «Колванефть» (1999 г.). В 2000 г. была создана управляющая компания ЗАО НК «Нобель Ойл», объединившая оба этих предприятия.
В сентябре 2009 г. в Москве было подписано инвестиционное соглашение между российской Группой Компаний «Нобель Ойл» и консорциумом в составе китайского государственного инвестиционного фонда «China Investment Corporation» и гонконгской инвестиционной группы «Oriental Patron Financial Group».
Для реализации соглашения участниками был образован холдинг Nobel Holdings Investments (NHI). В его составе была создана управляющая компания — Общество с ограниченной ответственностью «Нобель Ойл» Компания-Оператор (ООО «Нобель Ойл» (КО)).
Инвестиции холдинга NHI направлены на освоение нефтяных активов в Республике Коми, Ненецкого Автономного Округа и Западной Сибири.
ООО «Нобель Ойл» (КО) (г. Москва) — ключевое предприятие холдинга. Основные виды деятельности — управление, консалтинговая деятельность по разработке и проектированию месторождений, выполнение функций генерального подрядчика при проведении строительных работ.
В I квартале 2011 года Группа компаний «Нобель Ойл» впервые входит в рейтинг социальной ответственности российских компаний, составляемый газетой «Труд» и Агентством политических и экономических коммуникаций, где занимает 29-е место.

## Собственники и руководство холдинга
Часть акций холдинга NHI (50 %) принадлежит российским владельцам. Другая половина - инвестиционному фонду «China Investment Corporation» (45 %) и гонконгской инвестгруппе «Oriental Patron Financial Group» (5 %).

## Состав и деятельность холдинга
Добыча нефти
ЗАО «Колванефть» (Республика Коми, г. Усинск) — нефтедобывающее предприятие. Имеет лицензии на разведку и эксплуатацию Южно-Ошского, Ямского, Северо-Чупальского, Северо-Ютымского, Каминский блоков нефтяных месторождений.
ЗАО «НефтУс» (Республика Коми, г. Усинск) — нефтедобывающее предприятие. Имеет лицензию на разведку и эксплуатацию Северо-Костюкского и Осокинского блоков нефтяных месторождений.
ЗАО «АРМ-Коатинг» (Республика Коми, г. Усинск) — основной вид деятельности антикоррозийное покрытие труб.
Автосервис и транспортные услуги
ООО «Северная транспортная компания» (ООО «СТК») (Республика Коми, г. Усинск) — транспортное предприятие. Является основным подрядчиком «Нобель Ойл», обеспечивает холдинг легковой, грузовой и специальной техникой.
Прочая деятельность
Прочая деятельность компаний «Нобель Ойл», не связанных с холдингом NHI, в настоящее время координируется ЗАО НК «Нобель Ойл» и включает в себя:
Международные проекты
Специалисты ЗАО НК «Нобель Ойл» принимают участие в международных геологоразведочных проектах в странах Южной Африки и Юго-восточной Азии.
Сельское хозяйство
ООО «Орел Нобель-Агро» (Орловская область). Возделывает и перерабатывает зерновые сельскохозяйственные культуры (озимую пшеницу, пивоваренный ячмень, рапс, горох, гречиху). Посевные площади располагаются в Колпнянском и Новосильском районах Орловской области и занимают 85 200 га.
Ресторанный бизнес
Сеть ресторанов в Санкт-Петербурге и Усинске.
Социальные программы
Наиболее значимые мероприятия, которые организует или в них участвует "Нобель Ойл":
1. Малая Нобелевская премия республики Коми.
2. Программа «Летняя оздоровительная кампания детей из сельских населенных пунктов и малообеспеченных семей».
3. Программа «Помощь школам».
4. Программа помощи правоохранительным органам.
5. Ежегодно заключается «Соглашение о социальном партнерстве между компанией и администрацией г. Усинск».
6. Социальная помощь общественным,  спортивным, культурным, медицинским организациям и учреждениям, а также  жителям Усинского и Интинского районов.
7. Программа «Новогодний подарок сельским детям Усинского района».
8. Программа «Портфель первоклассника для детей сельских школ Усинского района».

## Зарубежные проекты
В 2008 году Группа компаний "Нобель ойл" совместно с Myanma Oil and Gas Enterprise (MOGE) начала геологоразведку на месторождениях Hukaung и U-Ru в Мьянме, но её результаты стороны пока не раскрывают.
В марте 2013 года "Нобель Ойл" совместно с нефтяной компанией "Башнефть" уведомили власти Мьянмы о намерении принять участие в тендере на месторождения нефти и газа.

## Факты
- Специалисты «Нобель Ойл» впервые в мировой практике разработали метод нагнетания пара на глубину 1400 метров[6], который облегчает добычу нефти с аномальными свойствами. Кроме того, компания внесла значительный вклад в развитие технологий бурения горизонтальных и разветвленных скважин.
- Одним из подразделений группы компаний «Нобель Ойл» является завод по нанесению антикоррозионного покрытия в городе Усинске. Завод производит покрытие внутренней поверхности насосно-компрессорных труб (НКТ), бурильных труб и нефтепромысловых трубопроводов по технологии «гибкая керамика». Такое покрытие повышает износостойкость труб, в результате увеличивается срок их службы[7].
- ООО «Нобель Ойл» (КО) является участником Ассоциации малых и средних нефтегазодобывающих компаний «АссоНефть» и Общероссийской общественной организации малого и среднего предпринимательства «Опора России».
- В 2006-м году Президент ГК «Нобель Ойл» стал членом Попечительского Совета Санкт-Петербургского горного института.
- Имя «Нобель Ойл» носит «Малая Нобелевская премия республики Коми» — награда, вручаемая школьникам Республики Коми за особые успехи в учебной, творческой и спортивной деятельности.[8]